# Домовни и општеполезни календар
Домовни и општеполезни календар је био часопис који је излазио од 1831. до 1849. године. 

## Историјат
Излазио је једном годишње. Први уредник био је Атанасије Николић, а након њега књижар Константин Каулиције. Мењао је места излажења (Беч, Будим, Сремски Карловци, Панчево, Нови Сад), а донекле и наслов (види Галерију). Првих година имао је само календарски део, а касније је доносио и краће прилоге.

## Галерија
- Насловна страна издања календара за 1837. са донекле измењеним насловом - Домовни и општеполезни народни календар